# 食虫植物通讯
《食虫植物通讯》（Carnivorous Plant Newsletter）是全世界最大的食虫植物组织——国际食虫植物协会的正式刊物。食虫植物通讯建刊自1972年，为季刊，全彩。其典型的文章包括园艺种植信息、实地考察报告、文献评论、新文献摘要以及新分类群或品种的描述。其为食虫植物新品种的国际品种登记管理机关，已发表大量食虫植物类群的正式描述，及栽培品种的名称。

## 期刊历史
食虫植物通讯自1972年建刊以来，每年都出版发行。在美国、墨西哥和加拿大年度订阅需1美元，其他地区为2美元。出版于1972年4月的第一期，其由以下的这段话作为开篇：
|  | 我們絕不能說編寫本通訊的準備工作比預期少，但工作完全值得，其樂趣來自我們終於開始填補食肉植物學者之間的空白：一個定期的非正式溝通渠道。你們迄今的反應，使我們非常鼓舞。 |

从第七册（1978年）起，食虫植物通讯开始使用6×9英寸版式和彩色封面，并限制某些文章的色彩还原。 其最初由唐·施内尔（Don Schnell）和乔·马兹利玛斯（Joe Mazrimas）创办。早期的编辑包括利奥·桑（Leo Song）和拉里·麦里山（Larry Mellichamp）。1997年，唐·施内尔退休，简·斯洛尔（Jan Schlauer）和巴里·赖斯（Barry Rice）加入编辑团队。1998年，马兹利玛斯离开了编辑部，剩下简·斯洛尔、巴里·赖斯和史蒂夫·贝克（Steve Baker）。史蒂夫·贝克负责版面设计。

## 版式内容
食虫植物通讯为季刊，全彩，每年约130页。 具科研价值的文章必须通过一个匿名的同侪评阅后，才能发表。其典型的文章包括园艺种植信息、实地考察报告、文献评论、新文献摘要以及新分类群或品种的描述 自1979年以来，食虫植物通讯已成为食虫植物品种的登记管理机关。1998年，其被国际园艺学会（International Society for Horticultural Science）认定为食虫植物新品种的国际品种登记管理机关（International Cultivar Registration Authority）。

## 类群描述
食虫植物通讯已发表了以下类群的正式描述。
茅膏菜属
- Drosera camporupestris
- Drosera grantsaui
- Drosera hartmeyerorum
- Drosera schwackei （新描述）
- Drosera spatulata var. bakoensis
- Drosera spatulata var. gympiensis
- Drosera tentaculata
- Drosera viridis
- Drosera × corinthiaca
- Drosera × fontinalis

太阳瓶子草属
- Heliamphora chimantensis
- Heliamphora elongata
- Heliamphora exappendiculata
- Heliamphora folliculata
- Heliamphora hispida
- Heliamphora sarracenioides

猪笼草属
- 昂嘎桑猪笼草
- 邦苏猪笼草
- 熔岩猪笼草
- 长叶猪笼草
- 迈克猪笼草
- 卵形猪笼草
- 罗恩猪笼草 （修订描述）
- 辛布亚岛猪笼草
- 塔蓝山猪笼草
- 细猪笼草
- 似刃猪笼草

捕虫堇属
- Pinguicula lithophytica
- Pinguicula nivalis
- Pinguicula pilosa

瓶子草属
- Sarracenia × bellii
- Sarracenia × casei
- Sarracenia × charlesmoorei
- 黄瓶子草铜帽变种
- 黄瓶子草红管变种
- Sarracenia × naczii
- 網紋紫瓶子草伯克變種黃色變型

### 园艺种
食虫植物通讯还发表了大量栽培品种的名称。